# (200104) 1995 SD
(200104) 1995 SD es un asteroide perteneciente al cinturón de asteroides, descubierto el 16 de septiembre de 1995 por Miloš Tichý desde el Observatorio Kleť, České Budějovice, República Checa.

## Designación y nombre
Designado provisionalmente como 1995 SD.

## Características orbitales
1995 SD está situado a una distancia media del Sol de 2,577 ua, pudiendo alejarse hasta 3,020 ua y acercarse hasta 2,134 ua. Su excentricidad es 0,171 y la inclinación orbital 4,175 grados. Emplea 1511,68 días en completar una órbita alrededor del Sol.

## Características físicas
La magnitud absoluta de 1995 SD es 16.